# Râul Casimcea
Râul Casimcea este un curs de apă din Dobrogea. Râul izvorăște din nordul Podișului Casimcei. Are lungimea de 50,5 km. Suprafața bazinului hidrografic este de 740 km². Este cel mai important râu al Dobrogei. Etimologia provine din limba turcă, de la Kasım („darnic”). Se varsă în Lacul Tașaul (taș-aul : „stâna de piatră” în turcește).

## Hărți
- Harta Județului Constanța